# Залізнична вулиця (Житомир)
Залізнична вулиця — вулиця в Корольовському районі міста Житомир.

## Розташування
Розташована у завокзальній частині міста. Бере початок від вулиці Сергія Параджанова. Завершується перехрестям з 1-м Завокзальним провулком. 

## Історія
Вулиця запроєктована у 1897 році як одна з дев'яти привокзальних ліній, які планувалося створити навколо нововведеного комплексу залізничної станції «Житомир», у тому числі пасажирського вокзалу. Отримала проєктну назву 8-ма Привокзальна лінія.
Станом на початок ХХ століття місцевості за місцем розташування майбутньої вулиці притаманна заболоченість.
Вулиця та її забудова почали формуватися протягом перших десятиліть ХХ століття. Забудова продовжувала формуватися у 1930 — 1960-х рр.
Перша фактична назва вулиці — Зелена. Чинна назва надана вулиці у 1957 році.